# تیتینگ
تیتینگ (به آلمانی: Titting) یک شهر در آلمان است که در آیشتت واقع شده‌است.

## خصوصیات
تیتینگ ۷۱٫۰۹ کیلومترمربع مساحت دارد ۴۴۷ متر بالاتر از سطح دریا واقع شده‌است.